# Çapkın
Albums de Candan Erçetin
Sevdim Sevilmedim Oyalama Artık
Çapkın (Drageur) est le troisième album de Candan Erçetin. Elle a d'ailleurs composé la musique  de toutes les chansons, sauf Çapkın, Hayranım Sana et Yalan. Elle a également écrit les paroles de Beyaz Atlım. Par ailleurs, la chanson Yalan (Mensonge) a reçu en 1998 le prix de la "chanson la plus demandée par les auditeurs" d'Istanbul FM.

## Liste des chansons
1. Çapkın (Drageur)
2. Kaybettik Biz (Nous avons perdu)
3. İnanma (Ne crois pas)
4. Hayranım Sana (Je t'admire)
5. Aşkı Ne Sandın ? (Qu'as tu cru qu'était l'amour?)
6. Her Aşk Bitermiş (Tout amour a une fin)
7. Geri Dönemem (Je ne peux pas revenir)
8. Beyaz Atlım (Mon chevalier blanc)
9. Onlar Yanlış Biliyor (Ils se trompent)
10. Yalan (Mensonge)
11. Ha Bire Durmadan
12. Teselli (Consolation)

## Vidéo Clips
- Çapkın
- Her Aşk Bitermiş
- Onlar Yanlış Biliyor
- Yalan